# آندره‌آ مانیانته
آندره‌آ مانیانته (ایتالیایی: Andrea Mangiante؛ زادهٔ ۱ ژوئیهٔ ۱۹۷۶) بازیکن واترپلو اهل ایتالیا بود. وی در بازی‌های المپیک تابستانی ۲۰۰۸ شرکت کرده‌است.